# Przełęcz Biała
Przełęcz Biała – przełęcz w Beskidzie Sądeckim położona na wysokości 792 m w Paśmie Jaworzyny, pomiędzy szczytami Jaworzynki (899 m) i Drabiakówki (895 m). Z południowo-wschodnich stoków pod przełęczą spływa potok Kryniczanka, z północno-zachodnich jeden z cieków źródłowych Kamienicy Nawojowskiej. Stoki opadające do doliny Kryniczanki są bezleśne, znajduje się na nich należące do Krynicy osiedle Wyżny Koniec.

## Szlaki turystyczne
okrężny: Krynica-Zdrój – Góra Parkowa – Huzary – Jaworzynka – Przełęcz Biała – Drabiakówka – Przełęcz Krzyżowa – Krzyżowa – Krynica-Zdrój